# Karl Bach
Karl Helmut Bach (ur. 20 października 1920 w Neunkirchen, zm. 1 października 1993 w Homburgu) – niemiecki szermierz. Reprezentant Protektoratu Saary podczas Igrzysk Olimpijskich w 1952 w Helsinkach. Na igrzyskach uczestniczył w turnieju indywidualnym i drużynowym zarówno florecistów jak i szablistów. W każdym z nich odpadał w pierwszej rundzie.